# HD40602
HD40602 — хімічно пекулярна зоря спектрального класу A4, що має видиму зоряну величину в смузі V приблизно  7,9.
Вона  розташована на відстані близько 576,2 світлових років від Сонця.